# راي فونتينوت
راي فونتينوت (بالإنجليزية: Ray Fontenot)‏ هو لاعب كرة قاعدة أمريكي، ولد في 8 أغسطس 1957 في ليك تشارلز في الولايات المتحدة.

## وصلات خارجية
- راي فونتينوت على موقعبيزبول رفرنس.كوم (الدوري الرئيسي) (الإنجليزية)
- راي فونتينوت على موقع مشجعي الرسوم البيانية (الإنجليزية)